# Ciumași
Ciumași – wieś w Rumunii, w okręgu Bacău, w gminie Itești. W 2011 roku liczyła 225 mieszkańców.